# 霍卫平
霍卫平（1962年11月—），男，汉族，甘肃天水人，中华人民共和国政治人物，曾任天水市人民政府副市长，现任甘肃省政协副主席，甘肃省水利厅厅长，中国国民党革命委员会中央委员会常务委员，第十三届全国政协委员。